# Jacob Rees-Mogg
Jacob William Rees-Mogg, född 24 maj 1969 i Hammersmith i London, är en brittisk politiker inom Konservativa partiet. Han var ledamot av det brittiska underhuset mellan 2010 och 2024, och representerade valkretsen North East Somerset i England.
Rees-Mogg är son till journalisten och chefredaktören William Rees-Mogg och föddes i Hammersmith i London och var elev vid Eton College. Han studerade historia vid Trinity College, Oxford och var där ordförande för Oxford University Conservative Association. Efter universitetet började han arbeta inom finanssektorn i London och var anställd vid Lloyd George Management till 2007. Därefter var han med och bildade hedgefondförvaltaren Somerset Capital Management. 
Rees-Mogg har socialkonservativa åsikter och är euroskeptiker. Sedan 2018 är han ordförande för European Research Group (ERG), en euroskeptisk gruppering av konservativa underhusledamöter.
Hans syster Annunziata Rees-Mogg var tidigare medlem av Konservativa partiet. 2019 gick hon med i Brexitpartiet och i Europaparlamentsvalet samma år valdes hon in som ledamot.